# USS Runner (SS-275)
USS Runner (SS-275) là một tàu ngầm lớp Gato từng phục vụ cùng Hải quân Hoa Kỳ trong Chiến tranh Thế giới thứ hai. Nó là chiếc tàu chiến đầu tiên của Hải quân Hoa Kỳ được đặt cái tên này, theo tên một loài trong họ Cá khế. Nó đã phục vụ trong Thế chiến II, thực hiện được ba chuyến tuần tra, đánh chìm hai tàu Nhật Bản với tổng tải trọng 6.274 tấn trước khi bị mất tích. Con tàu được xác nhận đã bị hỏa lực đối phương đánh chìm trong chuyến tuần tra thứ ba vào ngày 22 tháng 6, 1943 tại vùng biển Hokkaidō. Runner được tặng thưởng một Ngôi sao Chiến trận do thành tích phục vụ trong Thế Chiến II.

## Thiết kế và chế tạo
Lớp tàu ngầm Gato được thiết kế cho mục đích một tàu ngầm hạm đội nhằm có tốc độ trên mặt nước cao, tầm hoạt động xa và vũ khí mạnh để tháp tùng hạm đội chiến trận. Con tàu dài 311 ft 9 in (95,02 m) và có trọng lượng choán nước 1.525 tấn Anh (1.549 t) khi nổi và 2.424 tấn Anh (2.463 t) khi lặn. Chúng trang bị động cơ diesel dẫn động máy phát điện để cung cấp điện năng cho bốn động cơ điện, đạt được công suất 5.400 shp (4.000 kW) khi nổi và 2.740 shp (2.040 kW) khi lặn, cho phép đạt tốc độ tối đa 21 hải lý trên giờ (39 km/h) và 9 hải lý trên giờ (17 km/h) tương ứng. Tầm xa hoạt động là 11.000 hải lý (20.000 km) khi đi trên mặt nước ở tốc độ 10 hải lý trên giờ (19 km/h) và có thể hoạt động kéo dài đến 75 ngày và lặn được sâu tối đa 300 ft (90 m).
Lớp tàu ngầm Gato được trang bị mười ống phóng ngư lôi 21 in (530 mm), gồm sáu ống trước mũi và bốn ống phía phía đuôi tàu, chúng mang theo tối đa 24 quả ngư lôi. Vũ khí trên boong tàu gồm một hải pháo 3 inch/50 caliber, và thường được tăng cường một khẩu pháo phòng không Bofors 40 mm nòng đơn và một khẩu đội Oerlikon 20 mm nòng đôi, kèm theo súng máy .50 caliber và .30 caliber. Tiện nghi cho thủy thủ đoàn bao gồm điều hòa không khí, thực phẩm trữ lạnh, máy lọc nước, máy giặt và giường ngủ cho hầu hết mọi người, giúp họ chịu đựng cái nóng nhiệt đới tại Thái Bình Dương cùng những chuyến tuần tra kéo dài đến hai tháng rưỡi.
Runner được đặt lườn tại Xưởng hải quân Portsmouth ở  Kittery, Maine vào ngày 8 tháng 12, 1941. Nó được hạ thủy vào ngày 30 tháng 5, 1942, được đỡ đầu bởi bà Elise Curry Newton, phu nhân Phó đô đốc John H. Newton,và được cho nhập biên chế cùng Hải quân Hoa Kỳ vào ngày 30 tháng 7,  1942 dưới quyền chỉ huy của Hạm trưởng, Trung tá Hải quân Frank W. Fenno, Jr.

## Lịch sử hoạt động

### 1942
Sau khi hoàn tất việc chạy thử máy huấn luyện tại các vùng biển ngoài khơi New London, Connecticut, Runner chuẩn bị để được điều động sang khu vực Mặt trận Thái Bình Dương. Nó khởi hành từ Căn cứ Tàu ngầm Hải quân New London vào cuối năm 1942, băng qua kênh đào Panama và đi đến Trân Châu Cảng vào ngày 10 tháng 1, 1943.

### 1943

#### Chuyến tuần tra thứ nhất
Lên đường vào ngày 18 tháng 1, 1943 cho chuyến tuần tra đầu tiên tại khu vực giữa quần đảo Hawaii, Midway và Palau, Runner tự nhận đã phóng ngư lôi đánh chìm được năm tàu buôn Nhật Bản, nhưng không chiếc tàu được xác nhận. Vào ngày 19 tháng 2, đang khi tìm cách tấn công một tàu chở hàng ngoài khơi Peleliu, nó bị một máy bay tuần tra Nhật Bản ném bom suýt trúng, làm hư hại vòm sonar và kính tiềm vọng. Chiếc tàu ngầm phải lặn sâu để ẩn nấp, rồi quay trở về Trân Châu Cảng vào ngày 7 tháng 3 để sửa chữa.

#### Chuyến tuần tra thứ hai
Rời Trân Châu Cảng cho chuyến tuần tra thứ hai từ ngày 1 tháng 4 đến ngày 6 tháng 5, nhiệm vụ chủ yếu của Runner là rải một bãi thủy lôi tại bãi đá Pedro Blanco ngoài khơi Quảng Đông, Trung Quốc. Sau khi hoàn thành nhiệm vụ, nó đi đến khu vực eo biển Hải Nam nơi nó phóng ngư lôi nhắm vào một tàu buôn, ghi nhận một tiếng nổ nhưng không thể xác nhận kết quả. Kiểm chứng sau này cho biết nó đã vô tình đánh trúng và gây hư hại cho tàu bệnh viện Buenos Aires Maru của Lục quân vào ngày 24 tháng 4. Chiếc tàu ngầm kết thúc chuyến tuần tra khi quay trở về Midway vào ngày 6 tháng 5.

#### Chuyến tuần tra thứ ba
Rời Midway cho chuyến tuần tra thứ ba, cũng là chuyến cuối cùng, từ ngày 27 tháng 5, Runner đi đến khu vực tuần tra được chỉ định tại quần đảo Kuril và vùng biển phía Bắc Nhật Bản. Con tàu mất tích kể từ đó và được xem là bị mất vào tháng 7. Tên nó được cho rút khỏi danh sách Đăng bạ Hải quân vào ngày 30 tháng 10, 1943.
Tài liệu thu được sau chiến tranh cho thấy Runner đã đánh chìm tàu chở hàng Seinan Maru (1.338 tấn) tại eo biển Tsugaru ngoài khơi Hokkaidō vào ngày 11 tháng 6, rồi đến ngày 22 tháng 6 đã bị lực lượng Nhật Bản tấn công và gây hư hại. Nó cũng được ghi nhận đã đánh chìm tàu chở hành khách Shinryu Maru (4.936 tấn) ngoài khơi quần đảo Kuril vào ngày 26 tháng 6, cho dù vụ nổ khiến Shinryu Maru bị đắm được ghi nhận vào ngày 29 tháng 6 mà không rõ nguyên nhân.

## Phần thưởng
Runner được tặng thưởng một Ngôi sao Chiến trận do thành tích phục vụ trong Thế Chiến II. Nó được ghi công đã đánh chìm hai tàu Nhật Bản với tổng tải trọng 6.274 tấn.
|  |             |  |
|  | Bronze star |  |

| Dãi băng Hoạt động Tác chiến  |                                                                         |                                      |
| Huân chương Chiến dịch Hoa Kỳ | Huân chương Chiến dịch Châu Á-Thái Bình Dương với 1 Ngôi sao Chiến trận | Huân chương Chiến thắng Thế Chiến II |